# Asticta angustissima
Asticta angustissima là một loài bướm đêm trong họ Erebidae.